# Polyrhachis halidayi
Polyrhachis halidayi är en myrart som beskrevs av Carlo Emery 1889. Polyrhachis halidayi ingår i släktet Polyrhachis och familjen myror. Inga underarter finns listade i Catalogue of Life.